# Katja Tengel
Katja Tengel (Eisleben, 27 juni 1981) is een atleet uit Duitsland.
Op de Olympische Zomerspelen van Athene in 2004 liep Tengel onder haar meisjesnaam Wakan de 4x100 meter estafette. Vier jaar later, op de Olympische Zomerspelen van Beijing was ze reserveloopster voor het estafette team, maar werd ze niet opgesteld.
Op de Europese kampioenschappen in 2010 was Tengel onderdeel van het 4x100 meter estafetteteam.
Tengels is de dochter van Olympisch hordeloopster Gudrun Wakan.
- World Athletics: 14280176